# Mecocerculus minor
El piojito azufre (Mecocerculus minor), también denominado tiranillo ventriazufrado (en Ecuador), tiranuelo azufrado (en Colombia), tiranillo de vientre azufrado (en Perú), atrapamoscas ligero menor (en Venezuela) o piojito de vientre amarillo, es una especie de ave paseriforme de la familia Tyrannidae perteneciente al género Mecocerculus. Es nativa de regiones andinas del noroeste de América del Sur.

## Distribución y hábitat
Se distribuye a lo largo de la cordillera de los Andes desde el extremo noroeste de Venezuela (Táchira), en los Andes orientales en Colombia, este de Ecuador (existe un registro en la pendiente occidental, en Carchi) y en el norte de Perú (hacia el sur hasta Huánuco).
Esta especie es considerada poco común en sus hábitats naturales: el dosel y los bordes de bosques subtropicales y tropicales montanos entre los 1600 y los 2800 m de altitud.

## Sistemática

### Descripción original
La especie M. minor fue descrita por primera vez por el ornitólogo polaco Władysław Taczanowski en 1879 bajo el nombre científico Leptopogon minor; la localidad tipo es: «Tambillo, Cajamarca, Perú».

### Etimología
El nombre genérico masculino «Mecocerculus» es un diminutivo de la combinación de palabras del griego «μηκος mēkos» que significa ‘largo’, y «κερκος kerkos» que significa ‘cola’; y el nombre de la especie «minor» en latín significa ‘el menor’.

### Taxonomía
Las características de la siringe sugieren que esta especie y Mecocerculus calopterus pueden ser parientes del género Phyllomyias, en particular del «grupo Tyranniscus». Es monotípica.